# Manon (opéra)
Pour les articles homonymes, voir Manon.
Airs
- « Adieu, notre petite table… » (Acte II)
- Gavotte : « Je marche sur tous les chemins [...] Obéissons quand leur voix appelle » (Acte III)
- « N'est-ce plus ma main [...] Ah! quel beau diamant » (Acte V)

Manon est un opéra-comique en cinq actes de Jules Massenet, livret de Henri Meilhac et Philippe Gille, d'après le roman de l'abbé Prévost, l'Histoire du chevalier Des Grieux et de Manon Lescaut (1731). Il fut créé à l'Opéra-Comique de Paris le 19 janvier 1884.

## Intrigue

### Acte I
Dans la cour d'une auberge d'Amiens, Guillot et Brétigny, accompagnés de trois jeunes femmes, Javotte, Poussette et Rosette demandent à dîner. Arrivent Lescaut et ses amis. Lescaut déclare attendre sa cousine Manon qu'il doit mener au couvent. La diligence arrive. Manon en descend (air « je suis encore toute étourdie »). Lescaut part chercher ses bagages. Pendant ce temps, le vieux Guillot, Brétigny, et leurs trois amies arrivent dans la cour. Guillot entreprend de séduire Manon en lui promettant de combler tous ses désirs. Il lui dit qu'une voiture viendra la chercher dans quelques instants. Elle n'aura qu'à y monter et l'attendre… 
Lescaut revient mais il veut rejoindre ses amis partis boire et jouer aux cartes. Il fait alors croire à Manon qu'il doit retourner à la caserne et la laisse seule après lui avoir demandé de bien se tenir (air « Regardez-moi bien dans les yeux »). 
Restée seule Manon rêve au luxe et au plaisir dans lesquels vivent les actrices. Le jeune Chevalier Des Grieux, qui a raté la diligence, arrive. C'est le coup de foudre immédiat (Duo « À vous ma vie, à vous mon âme »). La voiture commandée par Guillot arrive. Des Grieux et Manon profitent de l'occasion et s'enfuient (Duo « Nous vivrons à Paris tous les deux »).

### Acte II
Dans leur petite mansarde parisienne, Manon et des Grieux filent le parfait amour, (Brétigny a pourtant envoyé des fleurs à Manon). Des Grieux écrit une lettre à son père dans laquelle il lui demande la permission de l'épouser (air « On l'appelle Manon »). La bonne entre et annonce l'arrivée de Lescaut et Bretigny. Lescaut interroge des Grieux sur ses intentions à l'égard de Manon (air « La chose est claire… »). Celui-ci le rassure en lui faisant lire la lettre écrite à son père. 
Un peu à l'écart, Brétigny annonce à Manon, que le père de Des Grieux va faire, ce soir même, enlever son fils afin de l'arracher à ses bras. En échange de son silence, Brétigny offre à Manon une protection et le luxe dont elle a toujours rêvé.
Bretigny et Lescaut s'en vont. Des Grieux sort pour poster la lettre destinée à son père. Manon, qui ne lui a rien dit au sujet de l'enlèvement, reste seule. Grisée par les promesses de luxe, elle prend non sans un sincère regret, la décision de suivre Brétigny (célèbre air « Adieu, notre petite table… »). Des Grieux revient, il évoque innocemment les bonheurs à venir avec Manon (air «  En fermant les yeux, je vois là-bas… »)
Puis, on frappe avec violence à la porte, des Grieux va ouvrir, il se fait enlever. Manon s'écrie : « Il est parti ! ».

### Acte III
Au Cours-la-Reine. C'est la fête. Parmi les badauds, on croise Javotte, Poussette et Rosette (air « Ah la charmante promenade ») et Lescaut chantant une certaine Rosalinde (air « Ma Rosalinde, il me faudrait gravir le Pinde »). Manon arrive au bras de Brétigny. Elle évoque les plaisirs d'une vie luxueuse et de la jeunesse (célèbre air « Je marche sur tous les chemins »… suivi de la gavotte « Obéissons quand leur voix appelle »). 
Puis Manon surprend une conversation entre Brétigny et des Grieux père qui lui apprend que le Chevalier va entrer dans les ordres au séminaire de Saint-Sulpice.
Guillot, qui ne désespère pas de séduire Manon, lui offre le Ballet de l’Opéra que lui avait refusé Brétigny car trop cher. Après le ballet, Manon fait appeler une voiture pour se faire conduire à Saint-Sulpice.
Dans la chapelle Saint-Sulpice. Des paroissiennes louent l'éloquence du nouveau prêtre (Chœur « Quelle éloquence ») des Grieux qui s'apprête à célébrer l'office. Son père arrive et tente de le dissuader de rentrer dans les ordres (air « Épouse quelque brave fille »), renonce rapidement et s'en va. Des Grieux reste seul et tente d'oublier Manon (célèbre air « Ah ! Fuyez douce image »).
Manon fait son entrée. Elle prie un moment seule (air « Pardonnez-moi.. »). Puis des Grieux arrive. Il lui reproche sa trahison et montre sa résolution à entrer dans les ordres. Après les supplications de Manon (air « N'est-ce plus ma main que cette main presse ? »), il succombe à ses avances (Duo « Ah ! Viens Manon, je t'aime ! »).

### Acte IV
À l'hôtel de Transylvanie. On joue, les paris grimpent. Guillot, Brétigny, Lescaut, Javotte, Poussette et Rosette sont là. Des Grieux entre avec Manon (Duo « Manon, sphinx étonnant »). Ils sont presque ruinés. Manon pousse des Grieux à jouer ce qui lui reste contre Guillot. La chance lui sourit à un point tel que Guillot l'accuse de tricher et fait chercher la police qui arrête des Grieux et Manon.

### Acte V
Sur une route qui mène au Havre. Des Grieux a été libéré grâce à l'intervention de son père, Manon a été condamnée pour prostitution à la déportation en Louisiane. Des Grieux et Lescaut, cachés au bord de la route, attendent le convoi des prisonniers. Des Grieux veut faire évader Manon, Lescaut l'en dissuade, car l'escorte armée qu'ils avaient mise en place s'est débandée. Le convoi arrive. Lescaut paie l'un des gardes pour permettre à Manon de rester un instant avec le Chevalier. Celui-ci veut fuir avec elle ; Manon, trop épuisée par le voyage, meurt dans ses bras (reprise de « N'est-ce plus ma main… »). Au moment de s'éteindre, voyant une étoile dans le ciel, elle s'exclame : « Ah ! quel beau diamant ! ».

## Personnages principaux
- Manon Lescaut (soprano), le rôle est créé par Marie Heilbron
- Le chevalier des Grieux (ténor), créé par Jean-Alexandre Talazac
- Lescaut, le cousin de Manon (baryton)
- Guillot de Morfontaine, un noble (ténor)
- Monsieur de Brétigny (baryton)
- Le comte des Grieux, le père du Chevalier (basse)
- Poussette, une comédienne (soprano)
- Javotte, une comédienne (mezzo-soprano)
- Rosette, une comédienne (mezzo-soprano), créé par Adèle Rémy (contralto)

## Discographie

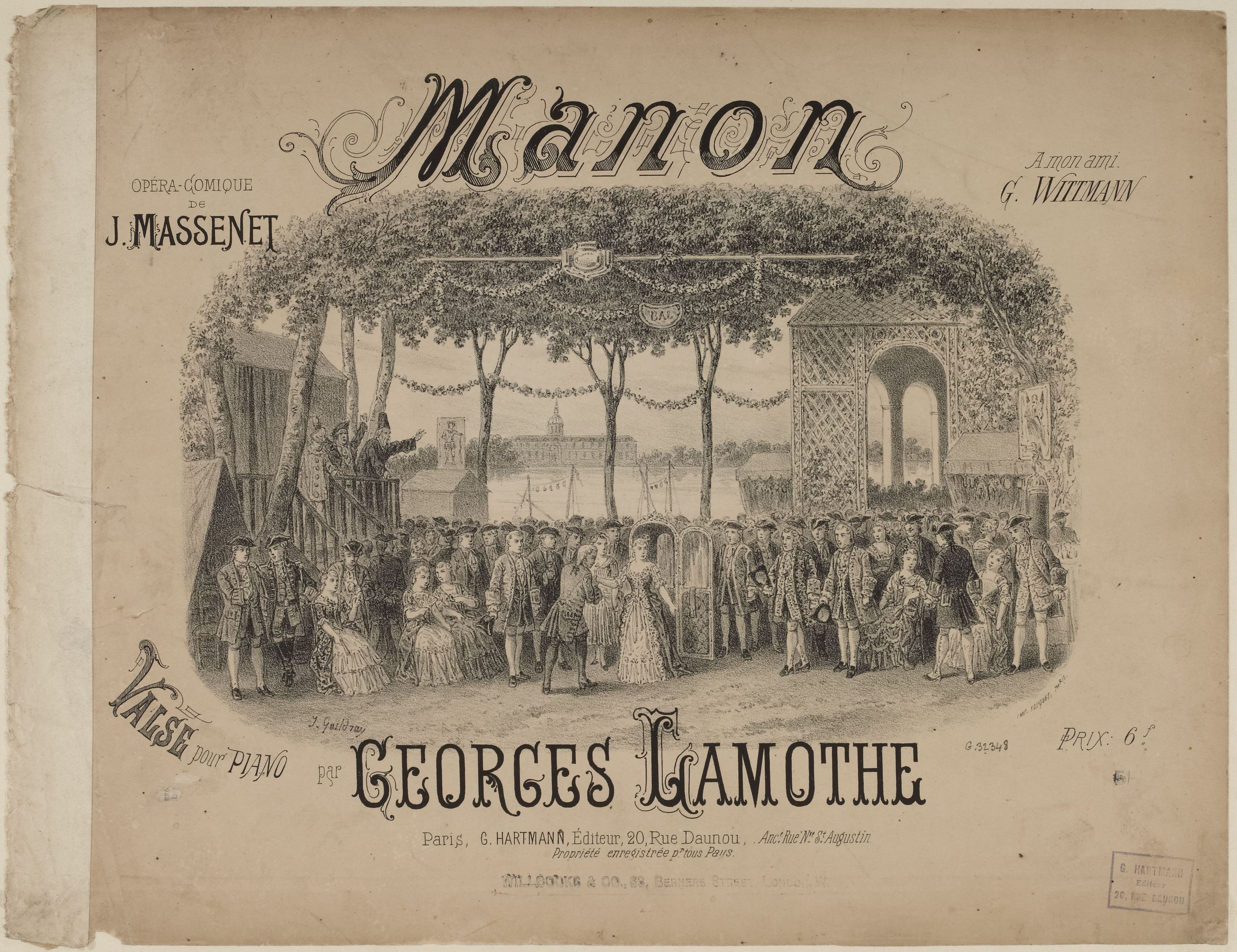
Estampe de Jules Gaildrau, vers 1884.

- Janine Micheau (Manon), Libero de Luca (Des Grieux), Roger Bourdin (Lescaut), Julien Giovannetti (Le Comte des Grieux), Jean-Christophe Benoît (Guillot de Morfontaine), Guy Gondin (Brétigny), Claudine Collart (Poussette), Jacqueline Cauchard (Javotte), Agnès Disney (Rosette) – Artistes, chœurs et orchestre du Théâtre National de l'Opéra-Comique, Albert Wolff - (Decca, 1951)
- Victoria de Los Angeles (Manon), Henri Legay (Des Grieux), Michel Dens (Lescaut), Jean Borthayre (Le Comte des Grieux), René Hérent (Guillot de Morfontaine), Jean Vieuille (Brétigny), Liliane Berton (Poussette), Raymonde Notti (Javotte), Marthe Serres (Rosette) – Artistes, chœurs et orchestre du Théâtre National de l'Opéra-Comique, Pierre Monteux - (EMI, 1955 - Testament, 2000)
- Renée Doria (Manon), Alain Vanzo (Des Grieux), Adrien Legros (Le Comte Des Grieux) – Chœurs et orchestre du Théâtre National de l'Opéra-Comique, Jésus Etcheverry - (Philips, 1958)
- Beverly Sills (Manon), Nicolai Gedda (des Grieux), Gérard Souzay (Lescaut), Gabriel Bacquier (Comte des Grieux) - Ambrosian Chorus, New Philharmonic Orchestra, Julius Rudel - (EMI, 1970)

- Ileana Cotrubas (Manon), Alfredo Kraus (des Grieux), Gino Quilico (Lescaut), Jose van Dam (Comte des Grieux), Charles Burles (Guillot de Morfontaine), Jean-Marie Frémeau (Brétigny) Ghyslaine Raphanel (Poussette), Colette Alliot-Lugaz (Rosette), Martine Mahé (Javotte) - Orchestre et Chœurs du Théâtre du Capitole de Toulouse, Direction Michel Plasson - (EMI Classics, 1984)

- Angela Gheorghiu (Manon), Roberto Alagna (des Grieux), Earle Patriarco (Lescaut), José van Dam (Comte des Grieux), Sophie Koch (Javotte), Nicolas Rivenq (De Brétigny) - Orchestre et Chœurs du Théâtre de la Monnaie, Direction Antonio Pappano - (EMI Classics, 2000)

- Natalie Dessay (Manon), Rolando Villazón (des Grieux), Manuel Lanza (Lescaut), Samuel Ramey (Comte des Grieux) - David McVicar (ms) Victor Pablo Pérez - (Virgin Classics, 2007)

- Anna Netrebko (Manon), Rolando Villazón (des Grieux), Alfredo Daza (Lescaut), Christof Fischesser (le comte Des Grieux). Direction musicale, Daniel Barenboim (Deutsche Grammophon, 2008)

## Sources
- Roland Mancini & Jean-Jacques Rouveroux, Le guide de l'opéra, Fayard, 1986.  (ISBN 2-213-01563-5)
- Gustave Kobbé, Tout l'opéra, Robert Laffont, 2008.
- Alexis Payne, Grands opéras du répertoire, Fayard, 1979.